# 3000-meterløb (atletik)
3000-meterløb er en disciplin i atletik. Løbet er det længste af mellemdistanceløbene, men det er blevet drøftet hvorvidt det skal ændres til at betegnes langdistance. Dette skyldes, at mange skoler i USA ikke løber 5000 meter og 10.000 meter, og at 3000-meteren for dem dermed er den længste.
For mænd har 3000-meteren aldrig været en olympisk disciplin, og der er heller aldrig blevet dystet på distancen til IAAF-organiserede mesterskaber. På den europæiske atletikscene bliver den heller ikke løbet lige så hyppigt som 5000-meteren og 3000 meter forhindringsløb. Det er dog stadig en meget prestigefyldt disciplin. Der bliver dystet på distancen til de danske indendørsmesterskaber.
For kvinder var 3000-meteren en standarddisciplin ved OL og VM indtil midten af 1990'erne. Ved VM i 1995 blev den erstattet af 5000-meteren, som indtil da kun var løbet af mændene.

## Rekord
Kenyaneren Daniel Komen er indehaver af verdensrekorden både indendørs (7.24,90, 1998) og udendørs (7.20,67, 1996) på distancen for mænd. For kvinder indehaves verdensrekorden udendørs af kineseren Wang Junxia (8.06,11, 1993) og indendørs af etioperen Genzebe Dibaba (8.16,60, 2014).
De tilsvarende danske rekorder er for mænd sat af Mogens Guldberg udendørs (7.43,78, 1989) og indendørs (7.44,76, 1991) samt for kvinder af Loa Olafsson (8.42,3, 1978) og Alberte Kjær (9.00,80, 2021).

## Historiske registreringer
- 16. august 1992 - Kenyaneren Moses Kiptanui sætter ny verdensrekord i 3000 meter løb med tiden 7.28,96 minutter